# Син с четырьмя точками сверху
‏ݜ‏‎ (син с четырьмя точками сверху) — дополнительная буква арабского алфавита, образованная от буквы син (‏س‏‎) путём добавления четырёх точек или двух горизонтальных линий сверху. 

## Использование
Используется в языках балти, ушоджи, торвали, дамели, шехани, шина и пхалура, обозначает звук [ʂ].